# NGC 4596
NGC 4596 ist eine 10,4 mag helle Linsenförmige Galaxie vom Hubble-Typ SB0/a im Sternbild Jungfrau auf der Ekliptik. Sie ist schätzungsweise 82 Millionen Lichtjahre von der Milchstraße entfernt und hat einen Durchmesser von etwa 100.000 Lichtjahren. Vermutlich bildet sie gemeinsam mit NGC 4608 ein gravitativ gebundenes Galaxienpaar. Unter der Katalognummer VCC 1813 ist sie als Mitglied des Virgo-Galaxienhaufens aufgeführt.
Im selben Himmelsareal befinden sich u. a. die Galaxien IC 3607, IC 3633, IC 3634, IC 3638.
Das Objekt wurde am 15. März 1784 von Wilhelm Herschel mit einem 18,7-Zoll-Spiegelteleskop entdeckt, der sie mit „vB pL r near two bright stars“ beschrieb.